# Gunnar Bergman (tandläkare)
Gunnar E.T. Bergman, född 29 januari 1920 i Värnamo, död 30 september 1973 i Råsunda, var en svensk legitimerad tandläkare, odontologie doktor, medicine kandidat samt professor i oral histopatologi vid Tandläkarhögskolan i Stockholm.